# 徐翼县
徐翼县，中国旧县名。
山东解放区设，是为纪念抗日战争中牺牲的中共烈士徐翼所设立。1947年由陽穀縣东部和东阿县西部析置，治所在今山东省陽穀縣阿城。1949年撤销，并入陽穀縣。 